# MenuetOS
MenuetOS, també dit MeOS, és un sistema operatiu gratuït creat per Ville Mikael Turjanmaa en FASM per a x86 en versions de 32 i 64 bits (inicialment 64 bits). Manté constant la possibilitat d'arrencar el sistema des de floppy disk d'1,44 MB. Ha anat creixent en prestacions i públic encara que segueix sent minoritari i s'ha provat en relativament poques màquines. Aposta pels 64 bits i practica un redisseny total sense seguir altre estàndard que el seu propi disseny que fa públic.